# 페르소나 (1966년 영화)
《페르소나》(Persona)는 스웨덴에서 제작된 잉그마르 베르히만 감독의 1966년 드라마, 미스터리, 스릴러 영화이다. 리브 울만과 비비 안데르손이 주연을 맡았다.

## 출연

### 주연
- 비비 안데르손
- 리브 울만

### 조연
- 마가레타 크루크
- 거너 본스트랜드